# 学校法人ノースアジア大学
学校法人ノースアジア大学は、秋田県秋田市に本部を置き、大学・短期大学・高等学校・幼稚園などを運営する学校法人。

## 沿革
- 1953年（昭和28年）4月26日　学校法人秋田短期大学として設立される。
  - 秋田短期大学及び秋田短期大学附属高等学校を開校。
- 1964年（昭和39年）4月 学校法人秋田経済大学に改称される。
  - 秋田経済大学を開学。当初は、経済学部経済学科のみの単科大学として開学となった。
  - 秋田短期大学附属高等学校は、秋田経済大学附属高等学校に改称。
- 1983年（昭和58年）4月 学校法人秋田経済法科大学に改称される。
  - 秋田経済大学が、秋田経済法科大学に改称。法学部を開設。
  - 秋田経済大学附属高等学校は、秋田経済法科大学附属高等学校に改称。
- 1997年（平成6年）4月　秋田短期大学を秋田経済法科大学短期大学部に改称。
- 2004年（平成16年）4月　秋田経済法科大学附属幼稚園が秋田経済法科大学附属のびのび幼稚園に改称とともに、同のびのび保育園を同一地に新設。
- 2005年（平成17年）4月　秋田看護福祉大学を開学。
- 2007年（平成19年）4月　学校法人ノースアジア大学に改称される。
  - 秋田経済法科大学はノースアジア大学に改称。
  - 同短大部は、秋田栄養短期大学に改称。
  - 同附属高等学校は、明桜高等学校に改称。
  - 同附属幼稚園がノースアジア大学附属のびのび幼稚園に改称、同のびのび保育園もノースアジア大学附属のびのび保育園に改称。
- 2009年（平成21年）4月　附属のびのび幼稚園および同のびのび保育園が幼保連携型認定こども園として一体化し、ノースアジア大学附属のびのびこども園として改称発足。
- 2020年（令和2年）4月　明桜高等学校をノースアジア大学明桜高等学校に改称。

## 設置学校
- ノースアジア大学
- 秋田看護福祉大学
- 秋田栄養短期大学
- ノースアジア大学明桜高等学校
- ノースアジア大学附属
  - のびのびこども園
  - さくら幼稚園

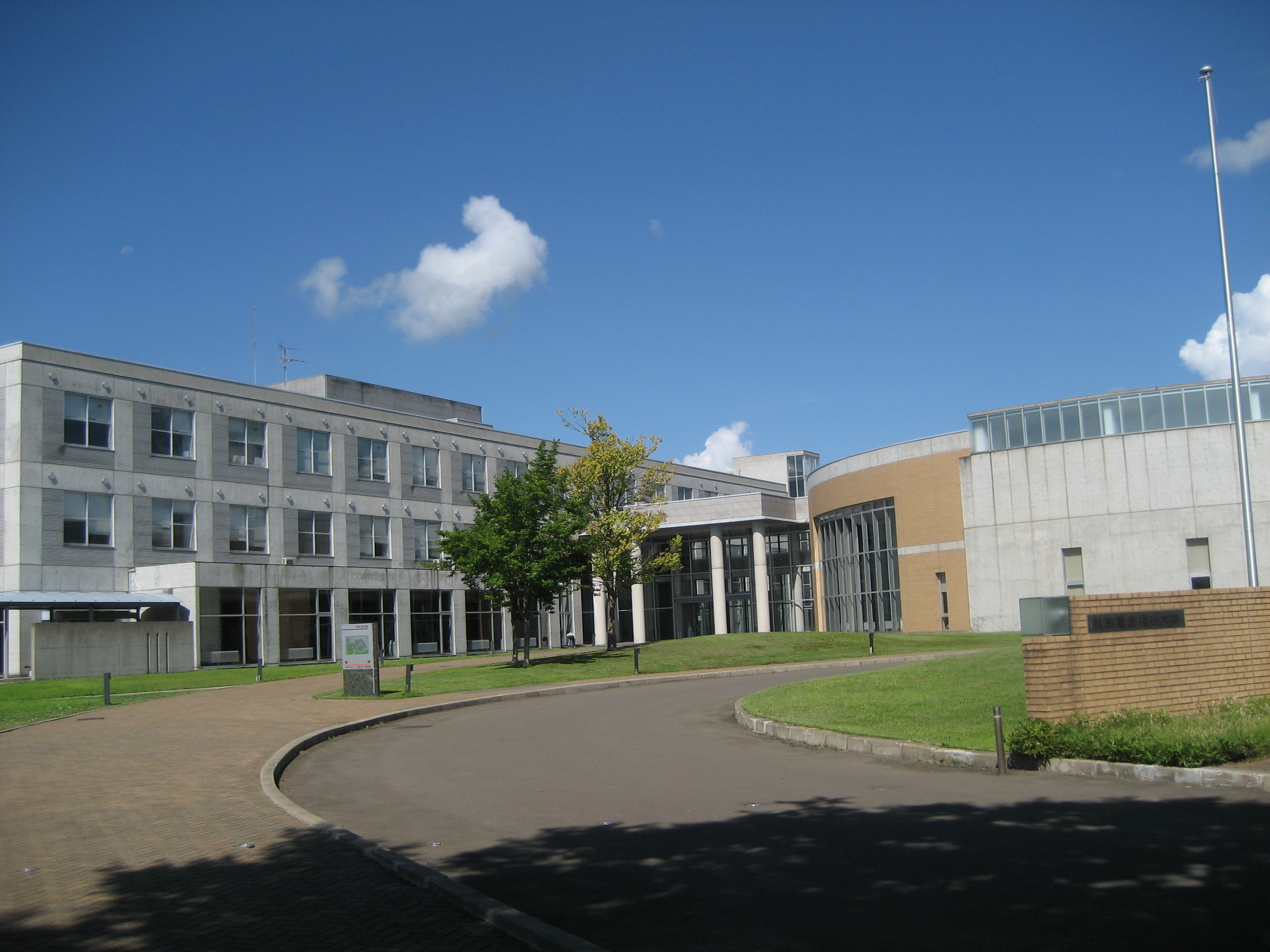
秋田看護福祉大学(大館キャンパス)
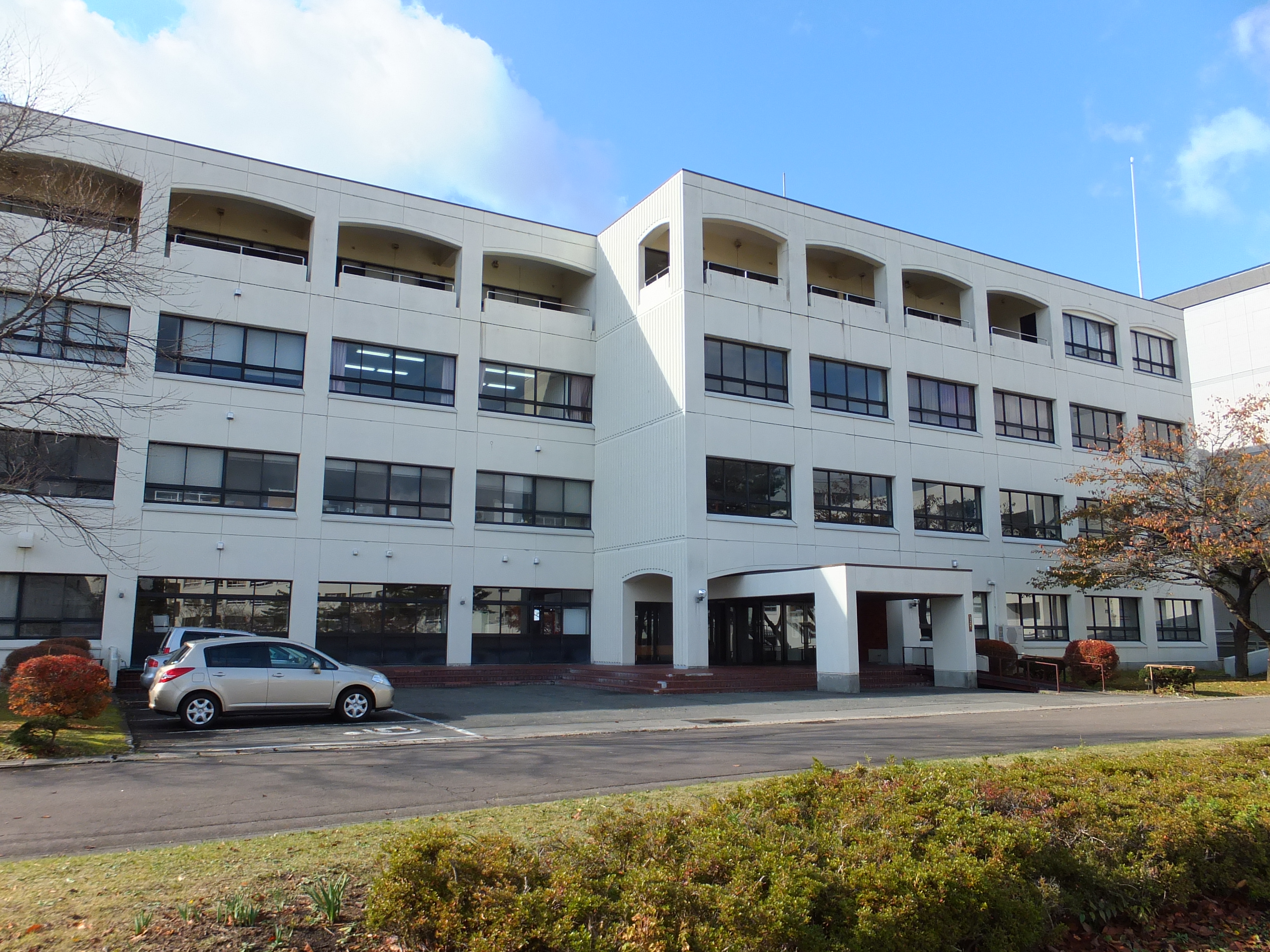
秋田栄養短期大学
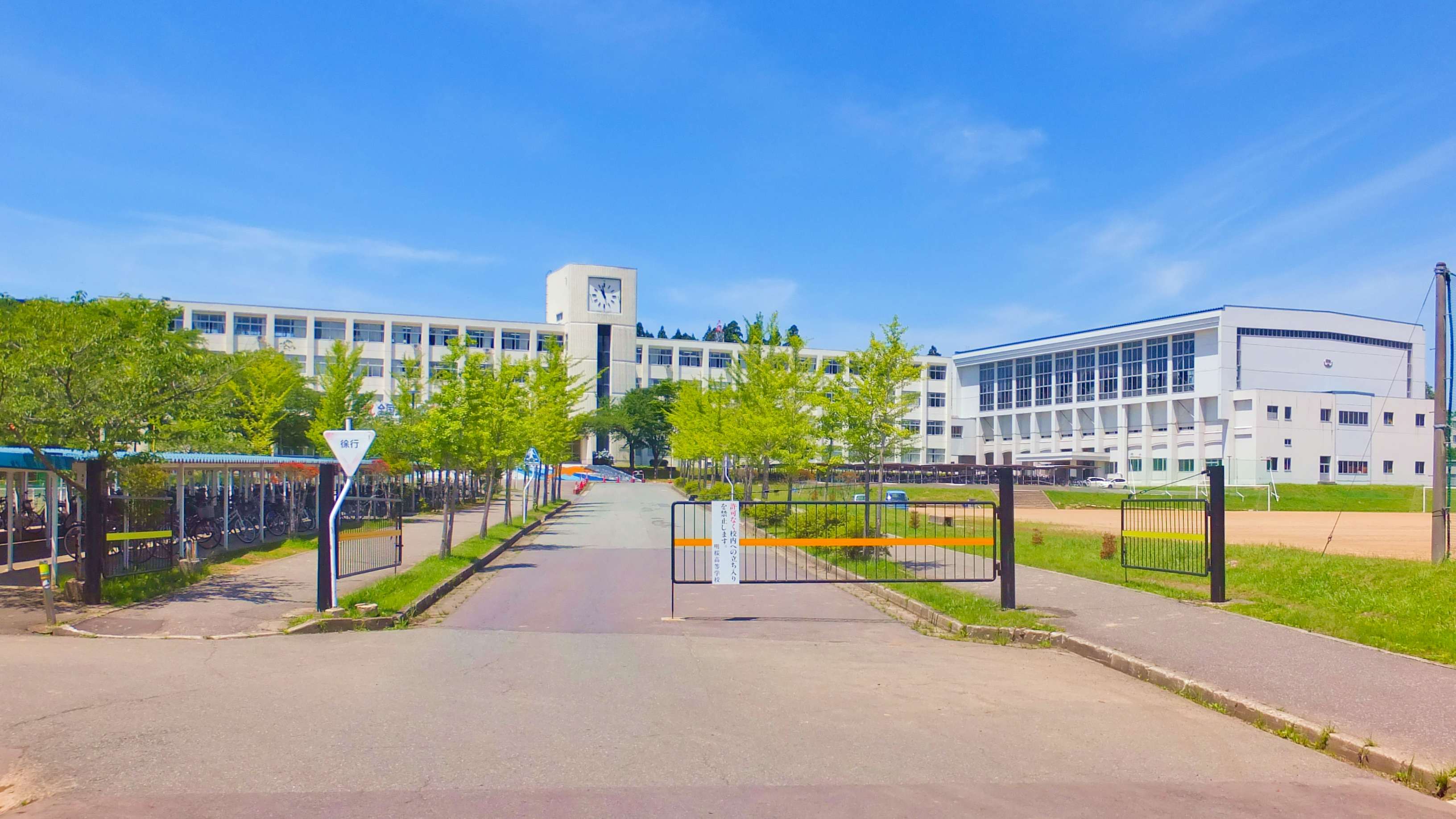
ノースアジア大学明桜高等学校

## 法人本部所在地
- 秋田県秋田市下北手桜字守沢46番地1 ノースアジア大学管理棟内